# سامانه ترابری تریل‌ویز
سامانه ترابری تریل‌ویز (انگلیسی: Trailways Transportation System) یک شبکه آمریکایی متشکل از تقریباً ۷۰ شرکت اتوبوسرانی مستقل است که یک قرارداد مجوز برند منعقد کرده‌اند. دفتر مرکزی این شرکت در فرفکس، ویرجینیا است.